# Clistoronia graniculata
Clistoronia graniculata is een schietmot uit de familie Limnephilidae. De soort komt voor in het Neotropisch en het Nearctisch gebied.